# Camille Guérin
Camille Guérin (22. prosince 1872 Poitiers – 9. června 1961 Paříž) byl francouzský veterinář a biolog. S lékařem Albertem Calmettem je objevitelem vakcíny proti tuberkulóze BCG (Bacillus Calmette - Guérin). Svůj objev publikovali v roce 1908 a vakcínu nazvali podle svých jmen.
V roce 1919 se Guérin stal vedoucím oddělení Pasteurova ústavu v Lille. V roce 1928 se stal vedoucím oddělení tuberkulózy v Pasteurově ústavu v Paříži, v roce 1939 místopředsedou Národního výboru na obranu proti tuberkulóze, v roce 1948 předsedou prvního mezinárodního kongresu BCG a v roce 1951 předsedou Lékařské akademie. V roce 1955 obdržel od Francouzské akademie věd cenu Grand Prix de la recherche scientifique.

## Kariéra

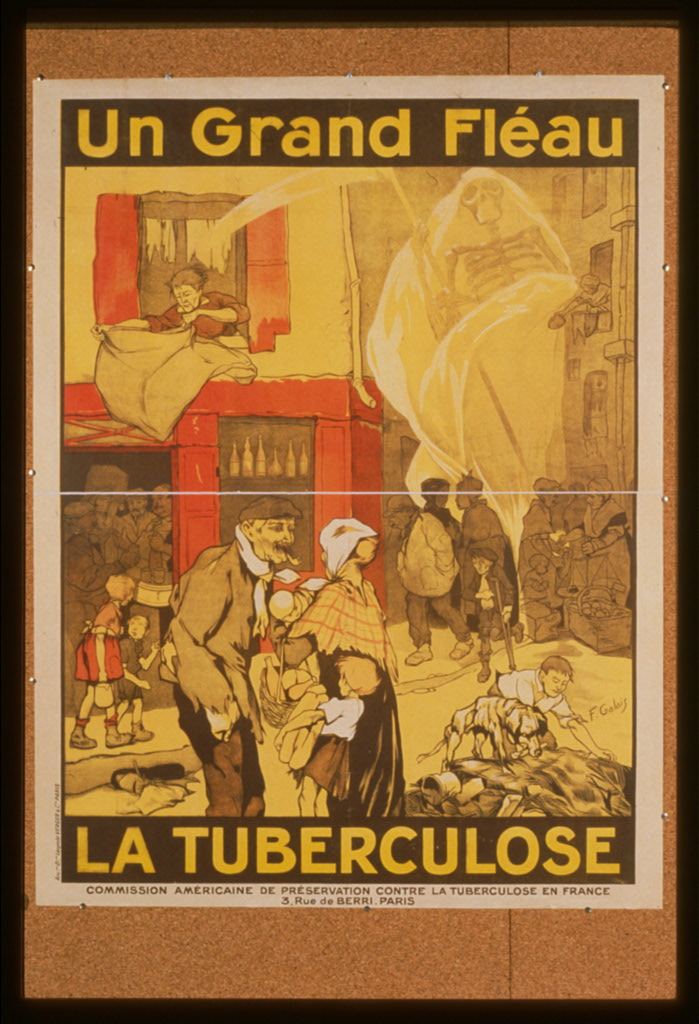
Plakát o příčinách šíření tuberkulózy. Jsou to chudoba, promiskuita a alkoholismus (1917)

Camille Guérin se narodil v roce 1872 v Poitiers ve Francii jako syn zprostředkovatele veřejných prací, který zemřel na tuberkulózu v roce 1882. V letech 1892 až 1896 studoval veterinární lékařství na Národní veterinární škole v Alfortville a zároveň působil jako asistent patologa Edmonda Nocarda (1850–1903). Promoval v roce 1896.
V roce 1897 nastoupil do Pasteurův ústavu v Lille a začal spolupracovat s Albertem Calmettem. Zpočátku byl zodpovědný za přípravu vakcíny proti hadímu jedu a neštovicím. Vyvinul zde metodu pro hodnocení latentní virulence vakcíny. Od roku 1900 se věnoval téměř výhradně dvěma vědeckým výzkumům: vakcinaci proti tuberkulóze a vakcinaci proti neštovicím, kterou o století dříve zavedl anglický lékař Edward Jenner.

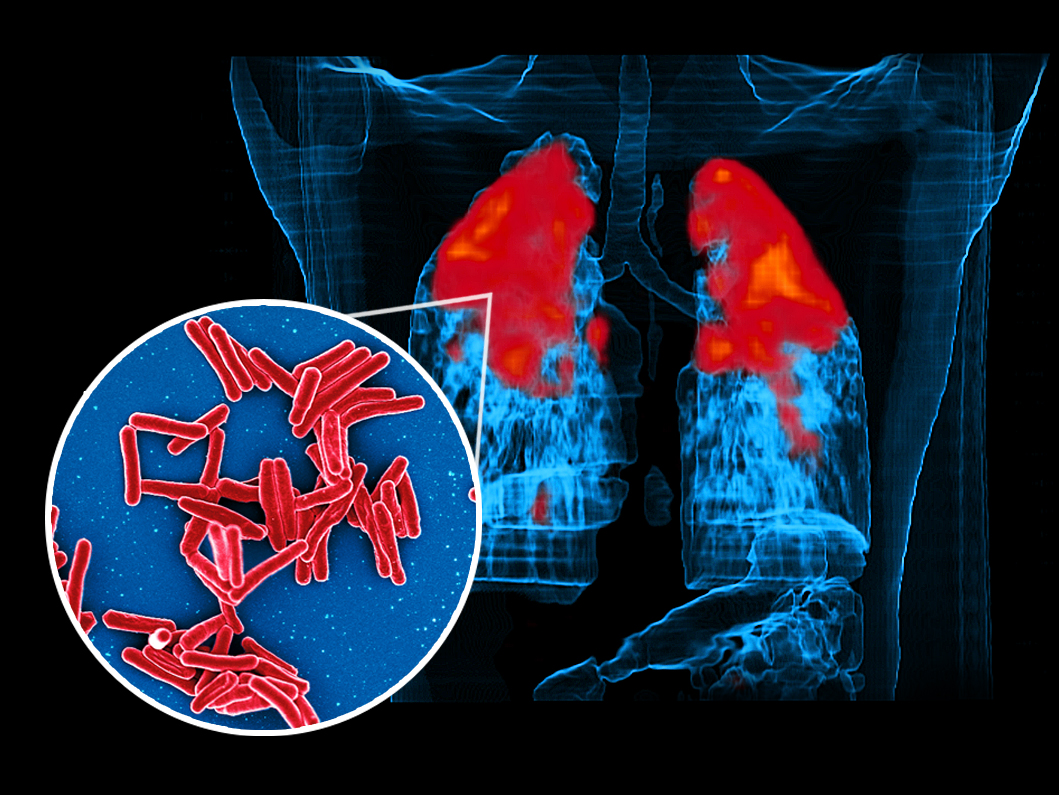
Bakterie Mycobacterium tuberculosis a napadená plíce

V roce 1905 poprvé objevil, že bacil tuberkulózy skotu (Mycobacterium bovis) může imunizovat zvířata, aniž by vyvolal onemocnění. Následně spolupracoval s Calmettem na vývoji strategie ke snížení virulence tohoto bacilu postupnou kultivací. V roce 1908 získali s Calmettem aktivní imunologický přípravek a nazvali ho podle svých jmen Bilié (= vakcína) Calmette a Guérin (BCG). V roce 1915 byl jejich výzkum přerušen okupací Lille. Obnovili ho až v roce 1918 po osvobození. V roce 1921 kultivací BCG získali vakcínu, která mohla být použita u lidí.
V roce 1924 vláda schválila rozšíření používání BCG na lidské novorozence.
Guérin zemřel v roce 1961 ve věku 88 let v Pasteurově nemocnici v Paříži a byl pohřben vedle své ženy Marie v Châtelleraultu.

## Pocty

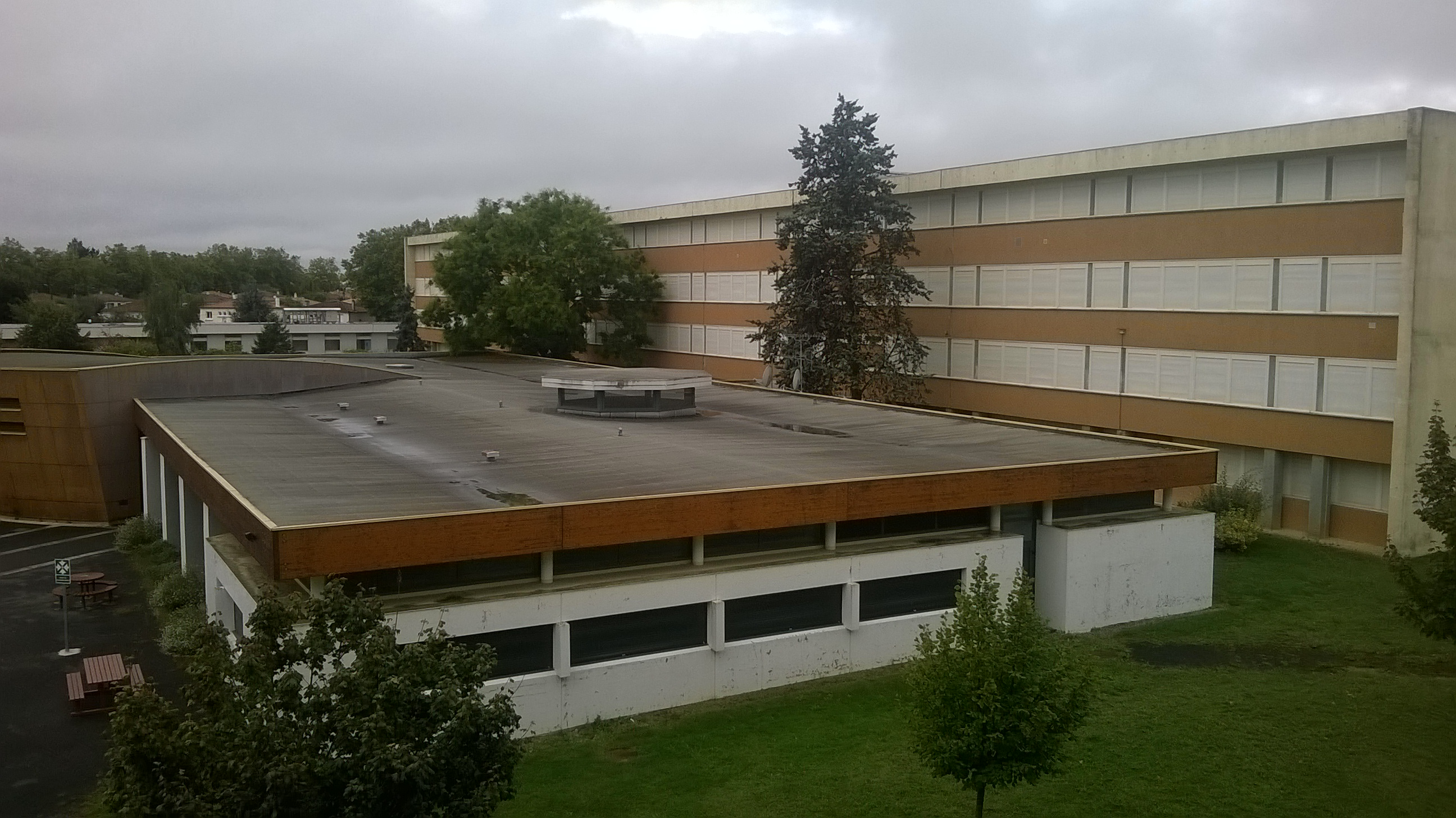
Lycée Camille Guérin

Různé veřejné instituce a ulice nesou jméno Camilla Guérina:
- budova Národní veterinární školy v Alfortville
- střední škola v Poitiers (Lycée Camille-Guérin)
- několik vysokých škol: v Saint-Méen-le-Grand, Poitiers, Vouneuil-sur-Vienne
- nemocnice v Châtelleraultu
- univerzitní rezidence v Limoges
- ulice v těchto městech Francie: Poitiers, Limoges, Nantes, Cholet, La Roche-sur-Yon, Château-d'Olonne, Lille, Caen, Beauvais, Bourges, Béthenville, Sailly-sur-la-Lys, Bressuire, Thouars a Pézenas.